# Ignaz Friedman

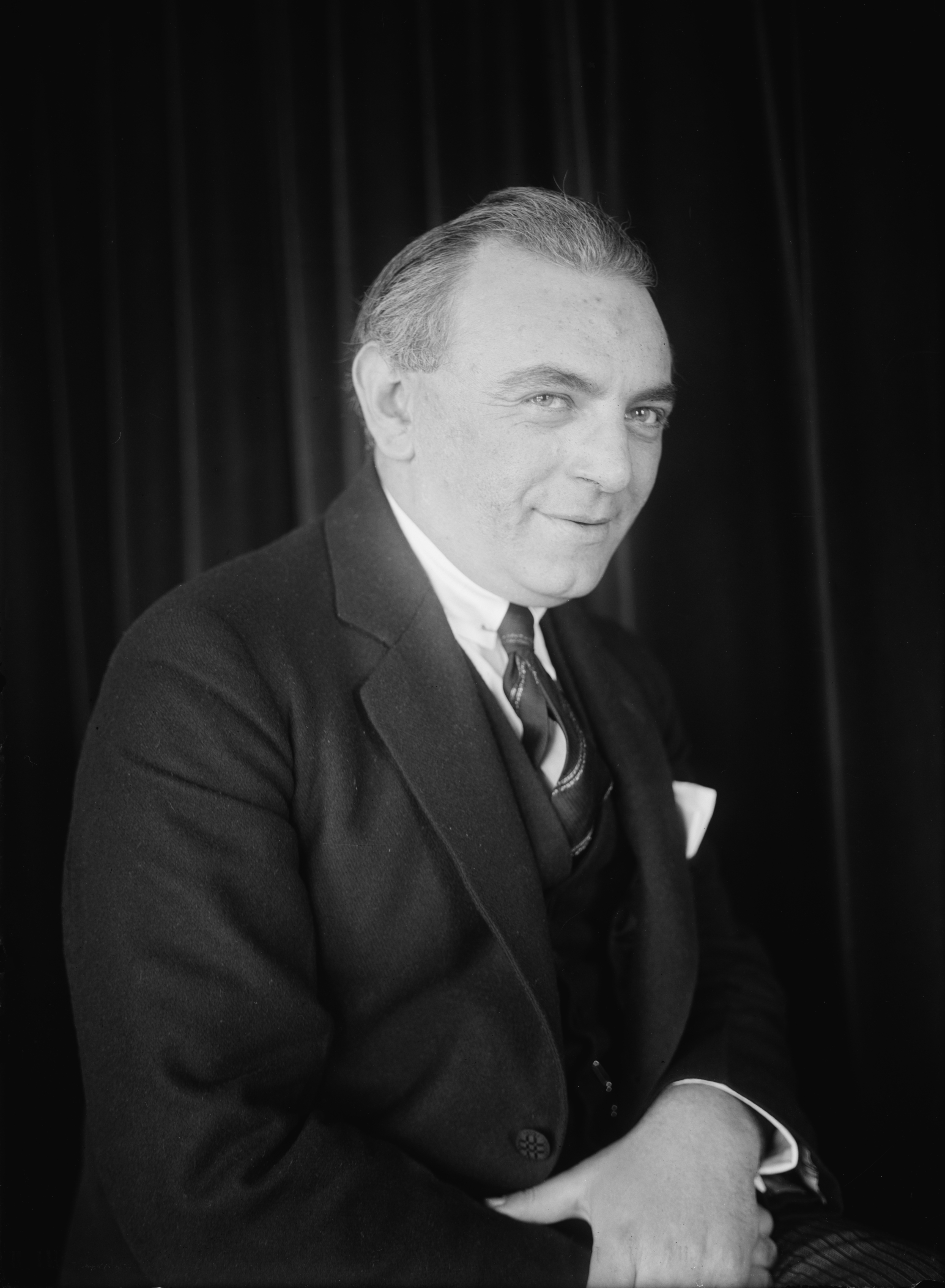
Ignaz Friedman

Ignaz Friedman (auch Ignacy oder Ignace; eigentlich Solomon Isaac Freudman; * 13. Februar 1882 in Podgórze (Krakau); † 26. Januar 1948 in Sydney) war ein polnischer Pianist von Weltruf und Komponist.

## Leben

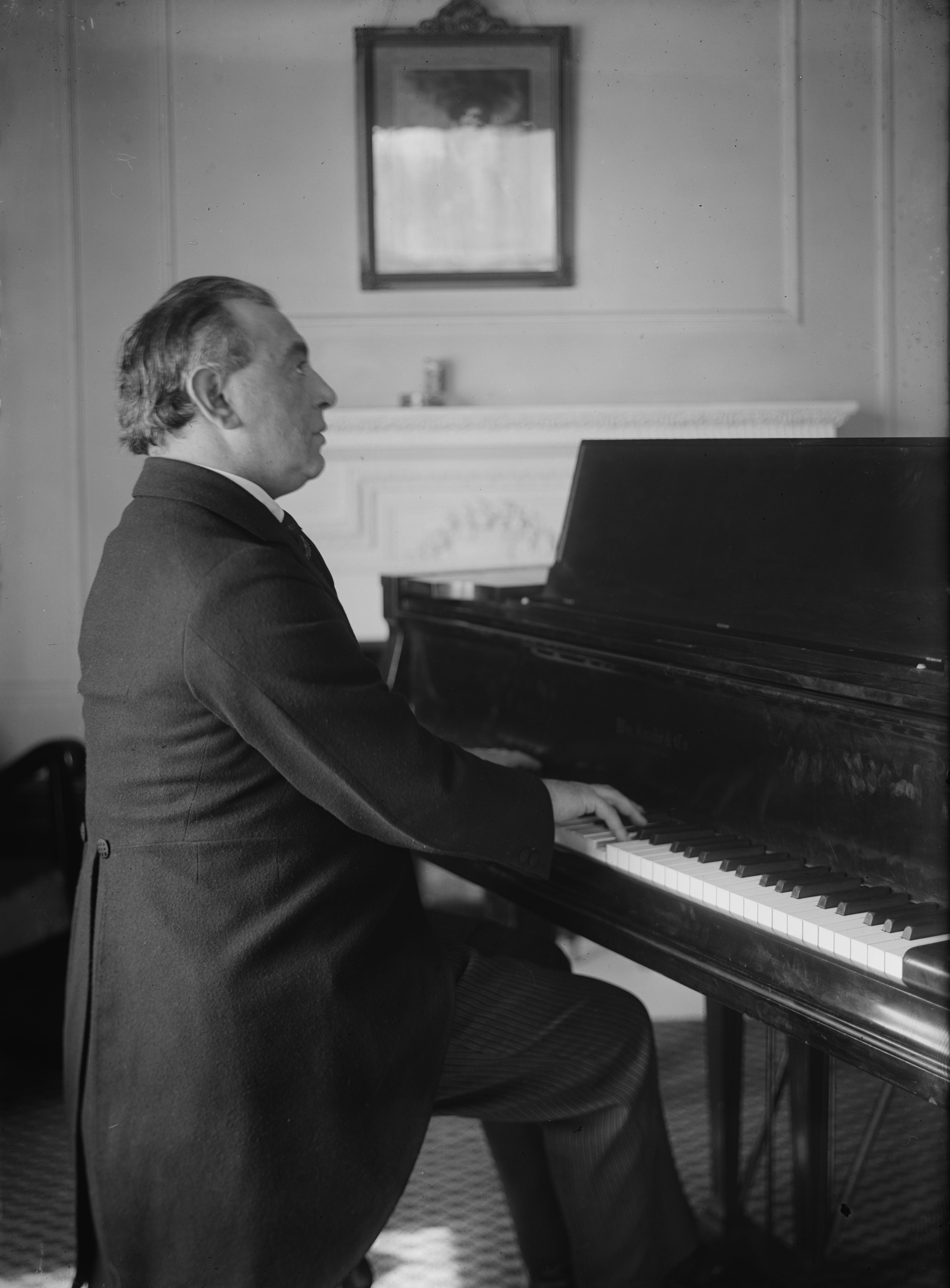
Ignaz Friedman am Flügel

Der Sohn eines Musikers erhielt Klavierunterricht bei Flora Grzywinska in Krakau und studierte Philosophie an der dortigen Universität. Anschließend studierte er bei dem bekannten Klavierpädagogen Theodor Leschetizky in Wien und wirkte als dessen Assistent. Kompositorische und musikwissenschaftliche Studien komplettierten seine Ausbildung. Friedmans Wiener Debüt (drei Klavierkonzerte an einem Abend) initiierte 1904 eine weltweite Karriere. Nach eigener Schätzung gab er insgesamt über 2800 Konzerte, darunter zahlreiche Duoabende mit dem Geiger Bronisław Huberman. Von 1930 bis 1939 lebte Friedman mit seiner Frau Marie von Shidlowsky, einer Großenkelin Leo Tolstois, in der „Villa Friedman“ in Seis am Schlern in Südtirol und gab wiederholt Konzerte in Bozen. Während einer Australientournee in den Jahren 1940 und 1941 entschloss er sich, aufgrund seiner jüdischen Herkunft nicht nach Europa zurückzukehren, und ließ sich in Sydney nieder. Probleme mit der linken Hand zwangen ihn 1943, das Konzertieren aufzugeben.

## Der Pianist
Friedmans Interpretationen sind durch eine außerordentliche Autorität gekennzeichnet. Seine spieltechnischen Fähigkeiten sind ähnlich beeindruckend wie die von Rosenthal, Godowsky oder Lhévinne; er nutzt ein breites dynamisches und agogisches Spektrum, ohne die musikalische Balance zu verlieren; zeittypisch sind häufige satztechnische Eingriffe, etwa Bassverdoppelungen. Kleinen Formen, zum Beispiel Mendelssohns Liedern ohne Worte und Chopins Mazurken, verleiht Friedmann mit seinem Sinn für geschärften Rhythmus und plastische Gestaltung echte Größe.

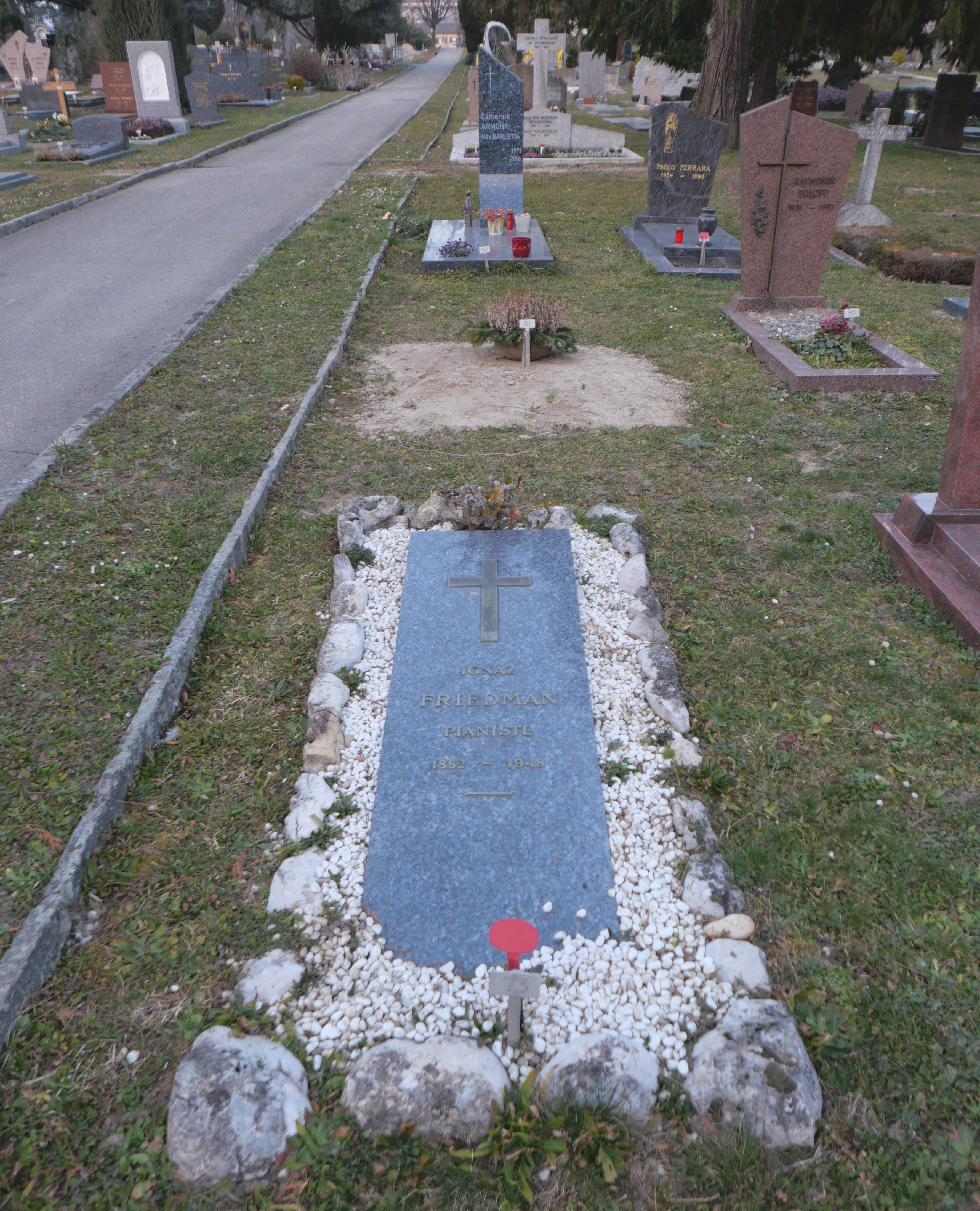
Friedmans Grab auf dem Friedhof von Petit-Saconnex in Genf.

Charakteristische Entscheidungen des Pianisten lassen sich in seinen Ausgaben nachverfolgen, so in seiner Gesamtausgabe der Klavierwerke Frédéric Chopins für Breitkopf & Härtel.
Zu seinen Schülern zählten Ignace Tiegerman, Victor Schiøler, Julius Chaloff, Leon Pommers und Bruce Hungerford.

## Der Komponist
In der Tradition der „pianistes-compositeurs“ verfasste Friedman über 100 Werke, die sich allerdings im Repertoire nicht durchgesetzt haben. Typisch sind elegante Miniaturen für Klavier, Salonmusik im besten Sinn, wie die einst beliebte „Tabatière à musique“ (Op. 33 Nr. 3). Hinzu kommen eine Passacaglia (Op. 44), Etüden und Bearbeitungen, aber auch Lieder, Kammermusik und ein Klavierkonzert.

## Diskographie
Zwar sind zahlreiche Rundfunkaufnahmen des Musikers verloren gegangen, viele seiner Schallplattenaufnahmen jedoch wurden auf CD wiederveröffentlicht. Das derzeit umfangreichste Angebot kommt vom Label Naxos Historical (fünf CDs mit Werken von Beethoven, Chopin, Dvořak, Friedman selbst, Gaertner, Gluck, Hummel, Liszt, Mendelssohn, Mittler, Moszkowski, Mozart, Paderewski, Rubinstein, Scarlatti, Schubert, Shield, Suk und von Weber).

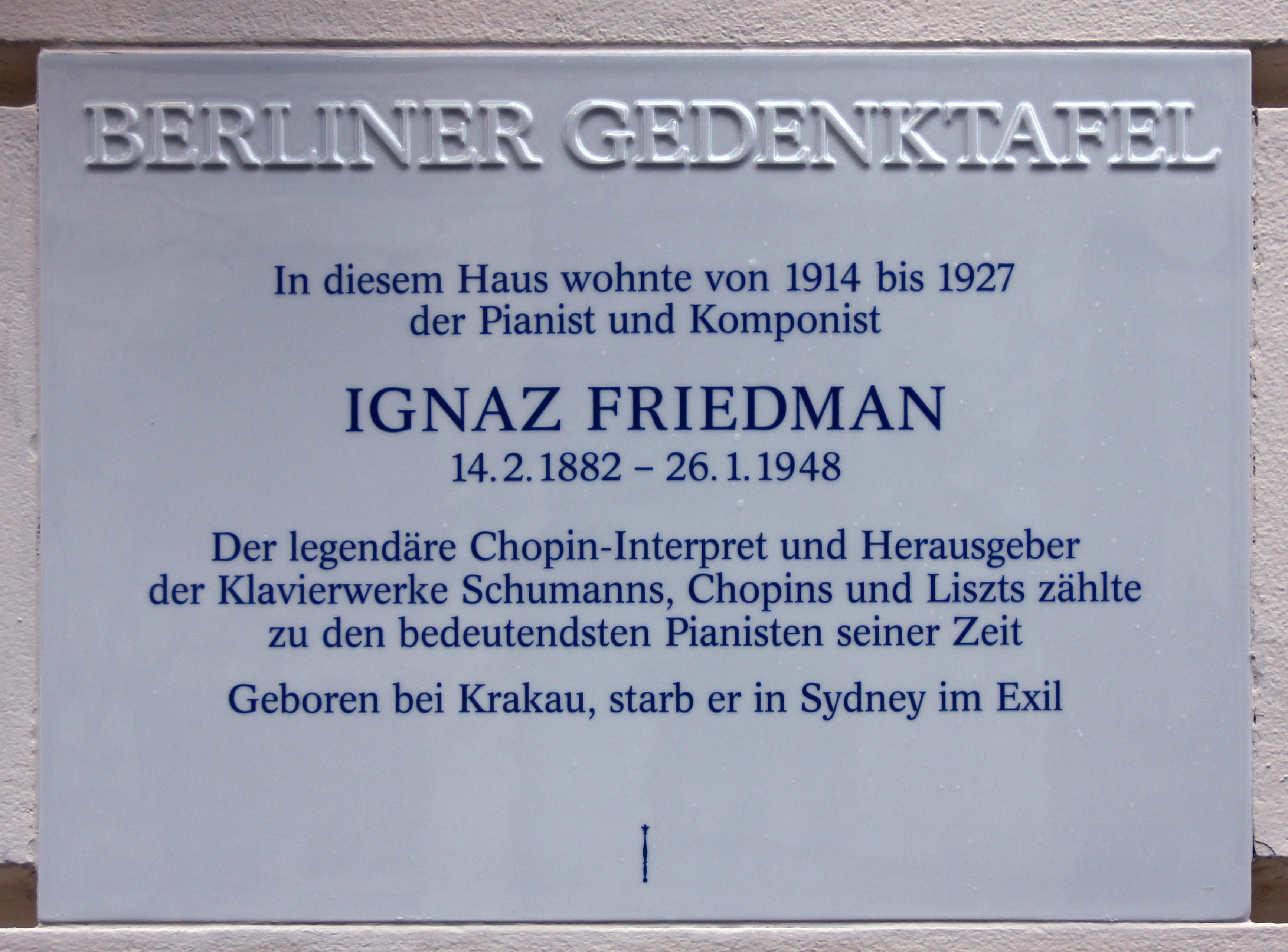
Berliner Gedenktafel am Haus, Pariser Straße 21, in Berlin-Wilmersdorf

## Ehrungen
Am 7. November 2013 wurde an seinem ehemaligen Wohnhaus, Berlin-Wilmersdorf, Pariser Straße 21, eine Berliner Gedenktafel enthüllt.